# Popova (Serbie)
Pour les articles homonymes, voir Popov.
Popova (en serbe cyrillique : Попова) est un village de Serbie situé dans la municipalité de Blace, district de Toplica. Au recensement de 2011, il comptait 171 habitants.

## Démographie
| 1948 | 1953 | 1961 | 1971 | 1981 | 1991 | 2002 | 2011 |
| ---- | ---- | ---- | ---- | ---- | ---- | ---- | ---- |
| 650  | 662  | 580  | 455  | 368  | 273  | 224  | 171  |

|  |